# Камышенка (Абайская область)
Камышенка (каз. Камышенка) — село в Бородулихинском районе Восточно-Казахстанской области Казахстана. Административный центр Подборного сельского округа. Находится примерно в 12 км к западу от районного центра, села Бородулиха. Код КАТО — 633879100.

## Население
В 1999 году население села составляло 1091 человек (531 мужчина и 560 женщин). По данным переписи 2009 года, в селе проживало 946 человек (460 мужчин и 486 женщин).